# Pietro Partesotti
Pietro Partesotti, né le 10 avril 1941 à Reggio d'Émilie (Émilie-Romagne), est un coureur cycliste italien, professionnel de 1963 à 1969. 

## Biographie
En 1962, il termine sixième du Tour de l'Avenir.

## Palmarès
- 1961
  - Coppa Varignana
  - Gran Premio Ezio Del Rosso
- 1962
  - 6e étape du Tour du Latium amateurs
  - Giro del Casentino

## Résultats sur les grands tours

### Tour de France
1 participation
- 1965 : 58e

### Tour d'Italie
4 participations
- 1963 : 19e
- 1964 : 34e
- 1965 : 62e
- 1966 : 34e

### Tour d'Espagne
1 participation
- 1968 : abandon (12e étape)